# Sprawy Narodu
Sprawy Narodu – polski miesięcznik o tematyce społeczno-kulturalnej, wydawany od lipca 1943 do lipca 1944 w Warszawie. 
Był drukowany konspiracyjnie przez Stronnictwo Narodowe. Redaktorami byli Jan Dobraczyński i Wiktor Trościanko. Ukazało się jedenaście numerów tego miesięcznika. W „Sprawach Narodu” ukazały się wiersze m.in. Konstantego Ildefonsa Gałczyńskiego, a także recenzje literackie i artykuły, m.in. Ryszarda Matuszewskiego (m.in.: Polityka i cywilizacja, Synteza miłości i siły, Legendy człowieczeństwa).